# Huilen is voor jou te laat
Huilen is voor jou te laat is een Nederlands nummer en single van Corry en de Rekels. Het lied werd uitgebracht in 1970.

## Geschiedenis
Opnamen zijn een indirect gevolg van problemen binnen Shocking Blue al gaat die band nog tot 1974 door. Tevens vertrok bij Dureco Annie de Reuver en voor het “volkse” repertoire had Dureco een opvolger klaar staan: Pierre Kartner. Hij weet Corry Konings over te halen om voor hem te gaan zingen. De samenwerking kent een twijfelend begin, maar met Huilen gaat het los; er worden rond de 140.000 exemplaren van verkocht. Huilen is voor jou te laat ging in eerste instantie over de moeder van Konings, ze heeft er dan al jaren geen contact (meer) mee. Ze is opgevoed door een oom en tante. Als Konings het inzingt, raakt ze hevig geëmotioneerd; het komt te dichtbij. Ze vraagt aan Kartner de tekst aan te passen (de originele tekst raakt zoek).
Huilen is voor jou te laat werd opgenomen in de MC Studio in Nederhorst den Berg met geluidstechnicus Dick van der Meer. In de studio zijn aanwezig Corry Konings (zang), Pierre Kartner (2e stem), Jacques Wagtmans (gitaar), André de Jong (basgitaar), Jos van Zundert (orgel) en Nico Prins (slagwerk). Prins is geen “Rekel”, maar werd ingezet omdat de vaste drummer van De Rekels Kees Dekkers niet goed is in het vasthouden van de maat. Konings kan stoppen als kapster; ze krijgt 3% aan royalty's, net als De Rekels.
Dureco besluit om Huilen niet op de elpee mee te persen, zodat kopers van Corry en de Rekels I en Corry en der Rekels II ook de single moeten kopen. Voor de Duitse markt wordt een aparte versie gemaakt: Wie es einmal war.
Het nummer bracht 41 weken door in de Nederlandse Top 40, waarmee het lange tijd het langst genoteerde nummer in die hitlijst was. In 2014 raakte het lied die titel kwijt aan Happy van Pharrell Williams. In de Hilversum 3 Top 30 stond het nummer 19 weken genoteerd met als hoogste positie de 6e plaats. In deze hitlijst kwam het 2 maal terug in de lijst na te zijn verdwenen.
In 1971 namen Klaas Leyen en Peter Schoonhoven als Klaas en Peter ook een lied op genaamd 'Huilen is voor jou te laat', waarmee ze twee weken in de Top 40 stonden, maar dat lied heeft niets te maken met het lied van Corry en de Rekels.
In 2014 kwam Alex Roeka met een eigenzinnige eigen versie van het lied.

## Hitnoteringen

### Nederlandse Top 40
| Hitnotering: 11-04-1970 t/m 16-01-1971 | Hitnotering: 11-04-1970 t/m 16-01-1971 | Hitnotering: 11-04-1970 t/m 16-01-1971 | Hitnotering: 11-04-1970 t/m 16-01-1971 | Hitnotering: 11-04-1970 t/m 16-01-1971 | Hitnotering: 11-04-1970 t/m 16-01-1971 | Hitnotering: 11-04-1970 t/m 16-01-1971 | Hitnotering: 11-04-1970 t/m 16-01-1971 | Hitnotering: 11-04-1970 t/m 16-01-1971 | Hitnotering: 11-04-1970 t/m 16-01-1971 | Hitnotering: 11-04-1970 t/m 16-01-1971 | Hitnotering: 11-04-1970 t/m 16-01-1971 | Hitnotering: 11-04-1970 t/m 16-01-1971 | Hitnotering: 11-04-1970 t/m 16-01-1971 | Hitnotering: 11-04-1970 t/m 16-01-1971 | Hitnotering: 11-04-1970 t/m 16-01-1971 | Hitnotering: 11-04-1970 t/m 16-01-1971 | Hitnotering: 11-04-1970 t/m 16-01-1971 | Hitnotering: 11-04-1970 t/m 16-01-1971 | Hitnotering: 11-04-1970 t/m 16-01-1971 | Hitnotering: 11-04-1970 t/m 16-01-1971 | Hitnotering: 11-04-1970 t/m 16-01-1971 |
| Week:                                  | 1                                      | 2                                      | 3                                      | 4                                      | 5                                      | 6                                      | 7                                      | 8                                      | 9                                      | 10                                     | 11                                     | 12                                     | 13                                     | 14                                     | 15                                     | 16                                     | 17                                     | 18                                     | 19                                     | 20                                     | 21                                     |
| -------------------------------------- | -------------------------------------- | -------------------------------------- | -------------------------------------- | -------------------------------------- | -------------------------------------- | -------------------------------------- | -------------------------------------- | -------------------------------------- | -------------------------------------- | -------------------------------------- | -------------------------------------- | -------------------------------------- | -------------------------------------- | -------------------------------------- | -------------------------------------- | -------------------------------------- | -------------------------------------- | -------------------------------------- | -------------------------------------- | -------------------------------------- | -------------------------------------- |
| Positie:                               | 24                                     | 20                                     | 13                                     | 11                                     | 11                                     | 13                                     | 15                                     | 20                                     | 23                                     | 26                                     | 31                                     | 29                                     | 26                                     | 25                                     | 28                                     | 29                                     | 27                                     | 28                                     | 28                                     | 29                                     | 19                                     |
| Week:                                  | 22                                     | 23                                     | 24                                     | 25                                     | 26                                     | 27                                     | 28                                     | 29                                     | 30                                     | 31                                     | 32                                     | 33                                     | 34                                     | 35                                     | 36                                     | 37                                     | 38                                     | 39                                     | 40                                     | 41                                     |                                        |
| Positie:                               | 13                                     | 9                                      | 7                                      | 5                                      | 5                                      | 8                                      | 9                                      | 10                                     | 12                                     | 17                                     | 15                                     | 18                                     | 22                                     | 27                                     | 20                                     | 18                                     | 18                                     | 30                                     | 35                                     | 40                                     | uit                                    |

### Hilversum 3 Top 30
| Hitnotering: | 18-04-1970 t/m 29-05-1970 | 18-04-1970 t/m 29-05-1970 | 18-04-1970 t/m 29-05-1970 | 18-04-1970 t/m 29-05-1970 | 18-04-1970 t/m 29-05-1970 | 18-04-1970 t/m 29-05-1970 | 18-04-1970 t/m 29-05-1970 | 18-04-1970 t/m 29-05-1970 | 04-09-1970 t/m 06-11-1970 | 04-09-1970 t/m 06-11-1970 | 04-09-1970 t/m 06-11-1970 | 04-09-1970 t/m 06-11-1970 | 04-09-1970 t/m 06-11-1970 | 04-09-1970 t/m 06-11-1970 | 04-09-1970 t/m 06-11-1970 | 04-09-1970 t/m 06-11-1970 | 04-09-1970 t/m 06-11-1970 | 04-09-1970 t/m 06-11-1970 | 04-09-1970 t/m 06-11-1970 | 18-12-1970 t/m 25-12-1970 | 18-12-1970 t/m 25-12-1970 | 18-12-1970 t/m 25-12-1970 |
| Week:        | 1                         | 2                         | 3                         | 4                         | 5                         | 6                         | 7                         |                           | 8                         | 9                         | 10                        | 11                        | 12                        | 13                        | 14                        | 15                        | 16                        | 17                        |                           | 18                        | 19                        |                           |
| ------------ | ------------------------- | ------------------------- | ------------------------- | ------------------------- | ------------------------- | ------------------------- | ------------------------- | ------------------------- | ------------------------- | ------------------------- | ------------------------- | ------------------------- | ------------------------- | ------------------------- | ------------------------- | ------------------------- | ------------------------- | ------------------------- | ------------------------- | ------------------------- | ------------------------- | ------------------------- |
| Positie:     | 19                        | 14                        | 18                        | 21                        | 21                        | 21                        | 22                        | uit                       | 24                        | 21                        | 13                        | 9                         | 6                         | 9                         | 18                        | 18                        | 22                        | 24                        | uit                       | 21                        | 21                        | uit                       |

### Ultratop 50
| Hitnotering: 09-05-1970 t/m 04-07-1970 | Hitnotering: 09-05-1970 t/m 04-07-1970 | Hitnotering: 09-05-1970 t/m 04-07-1970 | Hitnotering: 09-05-1970 t/m 04-07-1970 | Hitnotering: 09-05-1970 t/m 04-07-1970 | Hitnotering: 09-05-1970 t/m 04-07-1970 | Hitnotering: 09-05-1970 t/m 04-07-1970 | Hitnotering: 09-05-1970 t/m 04-07-1970 | Hitnotering: 09-05-1970 t/m 04-07-1970 | Hitnotering: 09-05-1970 t/m 04-07-1970 | Hitnotering: 09-05-1970 t/m 04-07-1970 |
| Week:                                  | 1                                      | 2                                      | 3                                      | 4                                      | 5                                      | 6                                      | 7                                      | 8                                      | 9                                      |                                        |
| -------------------------------------- | -------------------------------------- | -------------------------------------- | -------------------------------------- | -------------------------------------- | -------------------------------------- | -------------------------------------- | -------------------------------------- | -------------------------------------- | -------------------------------------- | -------------------------------------- |
| Positie:                               | 29                                     | 26                                     | 25                                     | 19                                     | 19                                     | 19                                     | 19                                     | 22                                     | 27                                     | uit                                    |

### NPO Radio 2 Top 2000
| Nummer met noteringen in de NPO Radio 2 Top 2000 | '99 | '00  | '01  | '02  | '03  | '04  | '05  | '06  | '07  | '08  |
| ------------------------------------------------ | --- | ---- | ---- | ---- | ---- | ---- | ---- | ---- | ---- | ---- |
| Huilen is voor jou te laat                       | 983 | 1172 | 1190 | 1561 | 1113 | 1089 | 1417 | 1806 | 1305 | 1375 |

1. ↑  Een vetgedrukt getal geeft de hoogste notering aan.
2. ↑  Deze tabel is bijgewerkt tot en met de laatste editie (2024).